# سامسونج جالكسي إس 4 أكتيف
سامسونج جالكسي إس 4 أكتيف (بالإنجليزية: samsung Galaxy S4 Active)‏ هو هاتف ذكي اعلنت عنه شركه سامسونج

## مقدمه
يتبنى العملاق الكوري نهج يسعى من خلاله التربع على عرش سوق هواتف المحمول وذلك من خلال توفير متطلبات السوق وهو ما ظهر في هاتفه الجديد Galaxy s4 active والذي يعد خطوه جديده لم تقم بها سامسونج في هواتفها المحمولة من قبل، وهي إنتاج هاتف يتحمل ظروف الطبيعة القاسية فالهاتف الذي سنستعرضه لكم مقاوم للمياه والأتربة ويتحمل الصدمات بشكل كبير، ولكن مثل هذه الهواتف ابتدعها العملاق الياباني سوني وهو رائد في مثل هذه الصناعة وأنتج هواتف كثيره منها Xperia acro s, xperia v, xperia z, xperia zl الهاتف تم اصداره في الاسواق منذ شهر يويه الماضي ويتوفر بعده الوان هي الأسود والبرتقالي والأزرق السماوي

## نبدأ أولا بتصميم الهاتف وشكله الخارجي
يعد إنتاج هاتف يتحمل الصدمات والماء والأتربة والظروف القاسية للمناخ كان سببا في ظهور الهاتف بهذا الشكل خاصه وان سامسونج حديثه العهد في هذا المجال وهو ما ظهر واضحا في التصميم السيء للهاتف نعم من جهة نظرى في التصميم سئ جدا فليس مبرر لسامسونج إنتاج هاتف بمواصفات معينه ان تهمل المظهر الجمالي بهذا الشكل! مقارنه بعده هواتف لشركه سوني ضد الماء والأتربة والصدمات أيضا مع هذا كله تجد الهواتف انيقه جدا وتصميمها روعه انا لا اتحامل على سامسونج ولكن هذه ما وجته عند مراجعتي لهذا الهاتف على كل الاحول فالهاتف يأتي بسماكة بحجم 9.1 ملم ووزنه 153 جرام ومشابه إلى حد كبير بقرينه الجلاكسي اس 4 العادي ولكن تم استبدال الازرار اللمسية إلى ازرا العادية وكما تختلف مواد تصنيع الهاتف كثير من حيث الجودة وقوه التحكم و لديه مواصفات جيدة انه الهاتف الذكي
.
..
...
....

## مميزات الهاتف
بالطبع انه ضد الماء ومقاوم للصدمات
اداء الجهاز بشكل عام
عيوب الهاتف
تصميم الهاتف مقارنه بهواتف أخرى كاكسبريا زد ” ولكن يبقى هذا حسب ذوق كل شخص فربما يعجبك التصميم
الكاميرا 8 ميجا بي
سعر الهاتف
```
سعره العالمى 450 يورو
```

فيديو مراجعه على الهاتف